# Reinhard Nemetz
Reinhard Nemetz (* 23. Januar 1951 in Augsburg) ist ein deutscher Jurist und Staatsanwalt. Von 1999 bis 2014 leitete er die Staatsanwaltschaft Augsburg. Von 2014 bis 2018 war er Präsident des Amtsgerichts München.

## Leben
Reinhard Nemetz trat 1978 in den bayerischen Justizdienst ein und machte dort bald Karriere in seiner Heimatstadt. Nach den in Bayern üblichen Laufbahnwechseln zwischen Staatsanwaltschaft und Richterschaft wurde er 1993 zum Oberstaatsanwalt und 1995 zum stellvertretenden Leiter der Staatsanwaltschaft Augsburg befördert. Als sein Vorgänger Jörg Hillinger am 28. April 1999 bei einem spektakulären Autounfall verstarb, wurde Nemetz zum Nachfolger ab dem 1. Oktober 1999 ernannt und war bis 2014 Leiter der Staatsanwaltschaft Augsburg. Diese ist die drittgrößte Staatsanwaltschaft in Bayern. Vom 1. August 2014 bis zur Pensionierung am 31. Januar 2018 war er Präsident des Amtsgerichts München.

### Ermittler

#### CDU-Parteispendenskandal
Beim Amtsantritt als Leiter der Staatsanwaltschaft übernahm Nemetz die Ermittlungen in der CDU-Spendenaffäre. Seine Ermittlungen führten zu Urteilen gegen Ludwig-Holger Pfahls und Karlheinz Schreiber. Nach der Festnahme des flüchtigen Ludwig-Holger Pfahls 2004 kommentierte er: „Wir erwischen sie alle. Alle, auch den Schreiber.“ Als dieser 2009 ausgeliefert wurde, galt das als „Krönung seiner Laufbahn“. Nach Michael Stiller ist Nemetz’ Bilanz in den Schreiber-Ermittlungen nicht makellos. Er wurde im Jahr 2000 von untergebenen Staatsanwälten im Schreiber-Untersuchungsausschuss des Bayerischen Landtags schwer belastet: Nemetz behindere den für den Fall seit 1997 zuständigen Staatsanwalt Winfried Maier. Nemetz verwarf einen Ermittlungsschritt nach dem anderen und wollte Maier dazu veranlassen, das Schreiber-Verfahren in Einzelverfahren aufzutrennen. Zwei Tage nach Amtsantritt als Leiter der Staatsanwaltschaft ordnete er an, die letzte Verfügung des tödlich verunglückten Vorgängers Hillinger aus der Akte zu entfernen und in die geheime Handakte zu übernehmen. In der Verfügung stand, dass Generalstaatsanwalt Hermann Froschauer rechtswidrig die Aussetzung der Haftbefehle gegen Holger Pfahls und andere Beschuldigte forderte. Nemetz rechtfertigte vor dem Untersuchungsausschuss seine rechtswidrige Weisung, amtsinterne Differenzen nicht in den Handakten zu vermerken mit der Begründung: „So eine Handakte ist kein Tagebuch.“

#### Weitere bekannte Ermittlungen
Weiter bekannte erfolgreiche Ermittlungen unter seiner Leitung waren die Entführung von Ursula Herrmann und der Augsburger Polizistenmord. Bekannte eingestellte Ermittlungen der Staatsanwaltschaft Augsburg unter seiner Leitung betrafen die Anzeige Gerhard Strates wegen Rechtsbeugung 2013 in der Causa Gustl Mollath und den Fall eines Augsburger Staatsanwalts, der einen Angeschuldigten in der Anklageschrift als „Arschloch“ bezeichnete und daher durch Nemetz vom Fall abgelöst wurde. In der Affäre um den Laborbetreiber Bernd Schottdorf  wurde ein Augsburger Staatsanwalt wegen Vorteilsnahme verurteilt und aus dem Dienst entfernt, Schottdorf selbst ging letztlich straffrei aus, obwohl die Staatsanwaltschaft deshalb bis vor den Bundesgerichtshof zog.

#### Gurlitt-Affäre
Nemetz war der zuständige Leiter der Staatsanwaltschaft in der Steuerstrafsache gegen Cornelius Gurlitt (Schwabinger Kunstfund). Über seine Pressekonferenz Anfang November 2013 wurde weltweit berichtet. Die Vorgehensweise der Ermittler wurde kritisiert, beispielsweise die Beschlagnahme der Sammlung Gurlitt, oder die fehlenden Anklage trotz Ermittlungen seit 20 Monaten. Am 19. November 2013 kündigte Nemetz an, dass die im rechtmäßigen Eigentum von Cornelius Gurlitt stehenden Kunstwerke diesem unverzüglich zur „Rücknahme angeboten“ werden.